# Coppa dei Campioni 1990-1991 (pallavolo femminile)
La Coppa dei Campioni di pallavolo femminile 1990-1991 è stata la 31ª edizione del massimo torneo pallavolistico europeo per squadre di club; iniziata con la fase ad eliminazione diretta a partire dal 3 novembre 1990, si è conclusa con la final-four di Zagabria, in Jugoslavia, il 24 febbraio 1991. Alla competizione hanno partecipato 26 squadre e la vittoria finale è andata per la prima volta all'HAOK Mladost.

## Squadre partecipanti
| - Emlakbank - Panathīnaïkos - Tormo Barberá - Dynamo Berlino - BKS - Královo Pole - Universitatea Craiova - Uraločka - CJD Feuerbach | - HeSa Helsinki - Herentals - Holte - Knights VC - AEL Limassol - Montana Lucerna - GYM - Hapoël Mateh Asher - RC de France | - Boavista - Olimpia Ravenna - Sandnes VBK - Olympus Sneek - Levski Sofia - Dinamo Tirana - Post Wien - HAOK Mladost |

## Prima fase

### Squadre qualificate
- Emlakbank
- Tormo Barberá
- BKS
- Královo Pole
- Universitatea Craiova
- CJD Feuerbach
- Herentals
- Sandnes VBK
- Post Wien
- HAOK Mladost

## Ottavi di finale

### Squadra qualificate
- Universitatea Craiova
- Uraločka
- CJD Feuerbach
- Olimpia Ravenna
- Olympus Sneek
- Levski Sofia
- Dinamo Tirana
- HAOK Mladost

## Quarti di finale

### Squadre qualificate
- Uraločka
- Olimpia Ravenna
- Olympus Sneek
- HAOK Mladost

## Final-four
La final four si è disputata a Zagabria ( Jugoslavia). Le semifinali si sono disputate il 23 febbraio, mentre la finale per 3º/4º posto e la finalissima si è giocata il 24 febbraio.

### Finali 1º e 3º posto
|  | Semifinali      | Semifinali      | Semifinali |          |              | Finale             | Finale             | Finale             |  |
|  |                 |                 |            |          |              |                    |                    |                    |  |
|  | HAOK Mladost    | HAOK Mladost    | 3          |          |              |                    |                    |                    |  |
|  | HAOK Mladost    | HAOK Mladost    | 3          |          |              |                    |                    |                    |  |
|  | Olympus Sneek   | Olympus Sneek   | 1          |          |              |                    |                    |                    |  |
|  | Olympus Sneek   | Olympus Sneek   | 1          |          | HAOK Mladost | HAOK Mladost       | 3                  |                    |  |
|  |                 |                 |            |          | HAOK Mladost | HAOK Mladost       | 3                  |                    |  |
|  |                 |                 | Uraločka   | Uraločka | 0            |                    |                    |                    |  |
|  | Uraločka        | Uraločka        | Uraločka   | Uraločka | 0            | 3                  |                    |                    |  |
|  | Uraločka        | Uraločka        |            |          |              | 3                  |                    |                    |  |
|  | Olimpia Ravenna | Olimpia Ravenna | 0          |          |              | Finale 3º/4º posto | Finale 3º/4º posto | Finale 3º/4º posto |  |
|  | Olimpia Ravenna | Olimpia Ravenna | 0          |          |              |                    |                    |                    |  |
|  |                 |                 |            |          |              |                    |                    |                    |  |
|  |                 |                 |            |          |              | Olimpia Ravenna    | Olimpia Ravenna    | 3                  |  |
|  |                 |                 |            |          |              | Olimpia Ravenna    | Olimpia Ravenna    | 3                  |  |
|  |                 |                 |            |          |              | Olympus Sneek      | Olympus Sneek      | 0                  |  |